# La bella chocolatera
La bella chocolatera (en francés, La Belle Chocolatière; en alemán, Das Schokoladenmädchen) es un cuadro del pintor suizo Jean-Étienne Liotard realizado en pastel sobre pergamino hacia 1743-1744. Sus dimensiones son de 82.5 × 52.5 cm.
Esta obra fue ya alabada en su época, debido a su perfección técnica. De gran finura cromática, Liotard utilizó en su realización tonos del ocre, gris y rosa que contrastan con el blanco del delantal y la taza.
Se expone en la Gemäldegalerie Alte Meister, Dresde.